# هنري جيمس هوبكينز
هنري جيمس هوبكينز (بالإنجليزية: Henry James Hopkins)‏ هو مهندس مدني ومهندس نيوزلندي، ولد في 11 أغسطس 1912، وتوفي في 9 يناير 1986.